# Szinnyei József (bibliográfus)

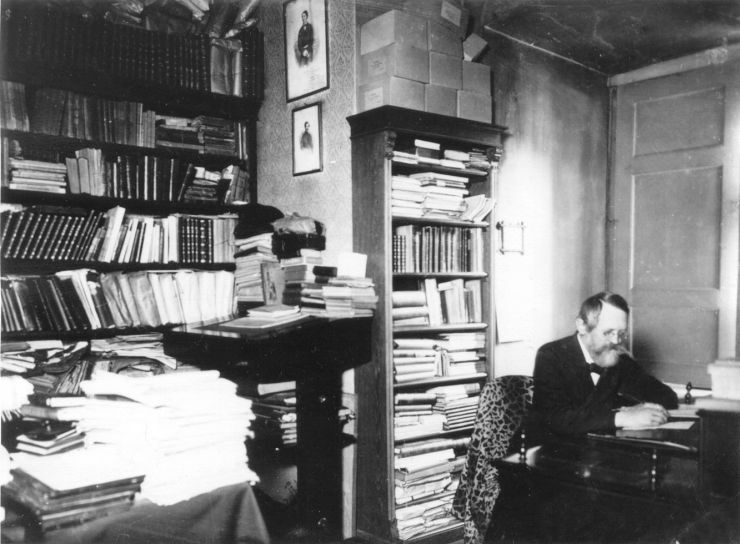
Szinnyei József munka közben

Idősebb Szinnyei József (születési és 1868-ig használt nevén Ferber József, álnevei: Borzas, Don José, Philalet dr.) (Komárom, 1830. március 18. – Budapest, 1913. augusztus 9.) bibliográfus, könyvtáros, irodalomtörténész, lexikográfus, a Magyar Tudományos Akadémia levelező tagja. Szinnyei József (1857–1943) nyelvész és Szinnyei Ferenc (1875–1947) irodalomtörténész édesapja. Fő műve az 1891 és 1914 között kiadott Magyar írók élete és munkái című, összességében mintegy 10 500 oldal terjedelmű, 14 kötetes hatalmas lexikon-sorozat, amely közel 30 000 addig élt – tágan értelmezett – magyar író (szépíró, költő, tudós, filozófus, hittudós stb.) életrajzát és műveinek jegyzékét tartalmazza.

## Életpályája
Szülei Ferber Alajos szitakészítő, korcsmáros és borkereskedő, majd a révkomáromi dunai röpülő-híd, a Vág-dunai állóhíd és piaci vám bérlője (?–1835. február 8.) és Hikker Juliánna (?–1836. május 9.). Haláluk után három nővérével együtt apai nagynénjénél nevelkedett a „tímárházban”.
A gimnázium hat osztályát szülővárosában járta ki a Szent Benedek-rendieknél 1839-től 1845-ig (a 2–3. osztály kivételével, melyeket a szlovák nyelv elsajátítása végett 1840–42-ben Nyitrán a piaristáknál végzett). 1845–46-ban a pesti tudományegyetemnek volt bölcsész- (ahol Horvát István, Ranolder János, későbbi veszprémi püspök és Verner József voltak tanárai), majd 1846-tól 1848-ig a győri akadémiának bölcsész- és joghallgatója. Ezután május 31-én a Budai Várnegyedbe költözött sógorához, Beöthy Zsigmondhoz, aki akkor kultuszminisztériumi fogalmazó volt, itt két és fél hónapig Lemouton János egyetemi tanártól franciául tanult.
Eredeti családi nevét, a Ferbert 1848. július 29-én változtatta Szinnyeire. Még ugyanezen év augusztusában hazatért Komáromba és ott nemzetőri gyakorlatokon vett részt, erről naplójában részletesen is beszámolt. Október 21-én beállt a 37. zászlóaljhoz közhonvédnek és a várba, Meszlényi Jenő térparancsnok-ezredes irodájába vezényelték; decemberben azonban mint őrmester, tényleges szolgálatba lépett a zászlóaljhoz. A négyheti bombázás és 13 csata után 1849. június 21-én kinevezték hadnaggyá, augusztus 29-én pedig főhadnaggyá a 203. honvéd-zászlóaljhoz. Október 3-án mint komáromi kapituláns letette a fegyvert.
1849. októbertől 1853. augusztusig sógoránál, Beöthy Zsigmond ügyvédnél lakott Komáromban és segédként dolgozott az ő irodájában. Ezalatt tanult franciául, angolul, olaszul és spanyolul. 1853. augusztus 28-án feleségül vette gancsházi Gancs Klementinát és a Pozsony vármegyei Gancsházára költözött.
1854-ben Pozsonyba költözött, ahol 1855-től 1864. július 9-éig Samarjay Károly író és ügyvéd irodájában segédkezett. 1864. július 19-én a pozsonyi „Hungária” biztosítóbank hivatalnoka lett; mikor ez a bank megbukott és beolvadt a pesti „Nemzeti” biztosítótársaságba, ennek volt a tisztviselője és 1869. május 1-jén Pestre költözött; 1872-ben azonban ez a biztosító is megbukott.
1872. december 23-án a budapesti Egyetemi Könyvtárhoz nevezték ki másod-könyvtártisztnek. Pozsonyban tartózkodása alatt nagyobbrészt történelemmel foglalkozott. különösen a magyar családok genealógiájával; az ottani megyei levéltár felhasználásával több Pozsony megyei család történetét és leszármazási táblázatát küldte Nagy Ivánnak Magyarország családai című munkájába. 1862-ben azonban Pákh Albert buzdítására a magyarországi hírlapirodalom ismertetésére tért át és innentől a Vasárnapi Ujság állandó munkatársa volt.
1875. április 26-án első könyvtárigazgatói teendők ideiglenes vezetésével bízták meg és a könyvtárrendezési munkálatokat az ő felügyelete és közreműködése mellett végezték. 1879. július 29-én első őri állásában véglegesen megerősítették. 1884-től az Országos Hírlapkönyvtár létesítését tűzte ki legfőbb feladatául, melynek érdekében nemcsak a napi sajtóba írt cikkeket, hanem kormánysegéllyel 1885-től 1887-ig Magyarország és Erdély majdnem minden városában megfordult a hírlapok összegyűjtése céljából.
1888. november 9-én az egyetemi könyvtártól a Magyar Nemzeti Múzeum hírlapkönyvtárához helyezték át őri minőségben. 1901-ben igazgatóőrré nevezték ki. 1896. szeptember 21-én a kereskedelmi miniszter az ezredéves országos kiállítás II. (közművelődés) csoport zsűritagjának nevezte ki; működéséért 1897. február 2-án I. Ferenc József legfelsőbb elismerését és a miniszter köszönetét nyilvánította. A király 1897. április 29-én kelt okirattal a királyi tanácsosi címet adományozta neki.
A Magyar Tudományos Akadémia 1899. május 5-én megválasztotta levelező tagjának; a Magyar Történelmi Társulatnak alapító és 1878. december 5-től igazgató választmányi tagja, a Magyar Heraldikai és Genealógiai Társaságnak alapíttatása (1883) óta választmányi tagja, a Múzeumok és Könyvtárak Országos Tanácsának tagja; 1902. március 23-án az 1848/49-es Honvéd-egyletek Országos Központi Bizottsága rendes tagjának, 1905. május 17-én a Komárom Vármegye és Városi Múzeum Egyesület tiszteleti tagjának, 1908. január 6-án a Petőfi Társaság szintén tiszteleti tagjának választotta.
1913. augusztus 9-én hunyt el. Örök nyugalomra 1913. augusztus 11-én délután helyezték a Kerepesi úti temetőben, a római katolikus egyház szertartásai szerint.

## Munkássága
Amit tettem, azt a közjóért tettem, egy porszem az közművelődésünk nagy épületéhez, melynek fölépítéséhez mindenkinek, tehetsége szerint, hozzá kell járulnia.
Legfontosabb műve a Magyar írók élete és munkái, amely közel 30 000 író részletes életrajzát, illetve kiadott műveit tartalmazza, s ma is nagyon fontos forrásmunka. Negyedszázad múltán Gulyás Pál szerkesztésében jelent meg a folytatás: Magyar írók élete és munkái – új sorozat (A-Dz betűtartomány, 1939-1944), melyet 1990-2002 között – Gulyás Pál cédulaanyaga alapján – Viczián János egészített ki és rendezett sajtó alá (E-Ö betűtartomány, a többi kéziratban).
Szinnyeit kortársai fáradhatatlan szorgalma miatt „gőzhangyának” nevezték.

## Emlékezete

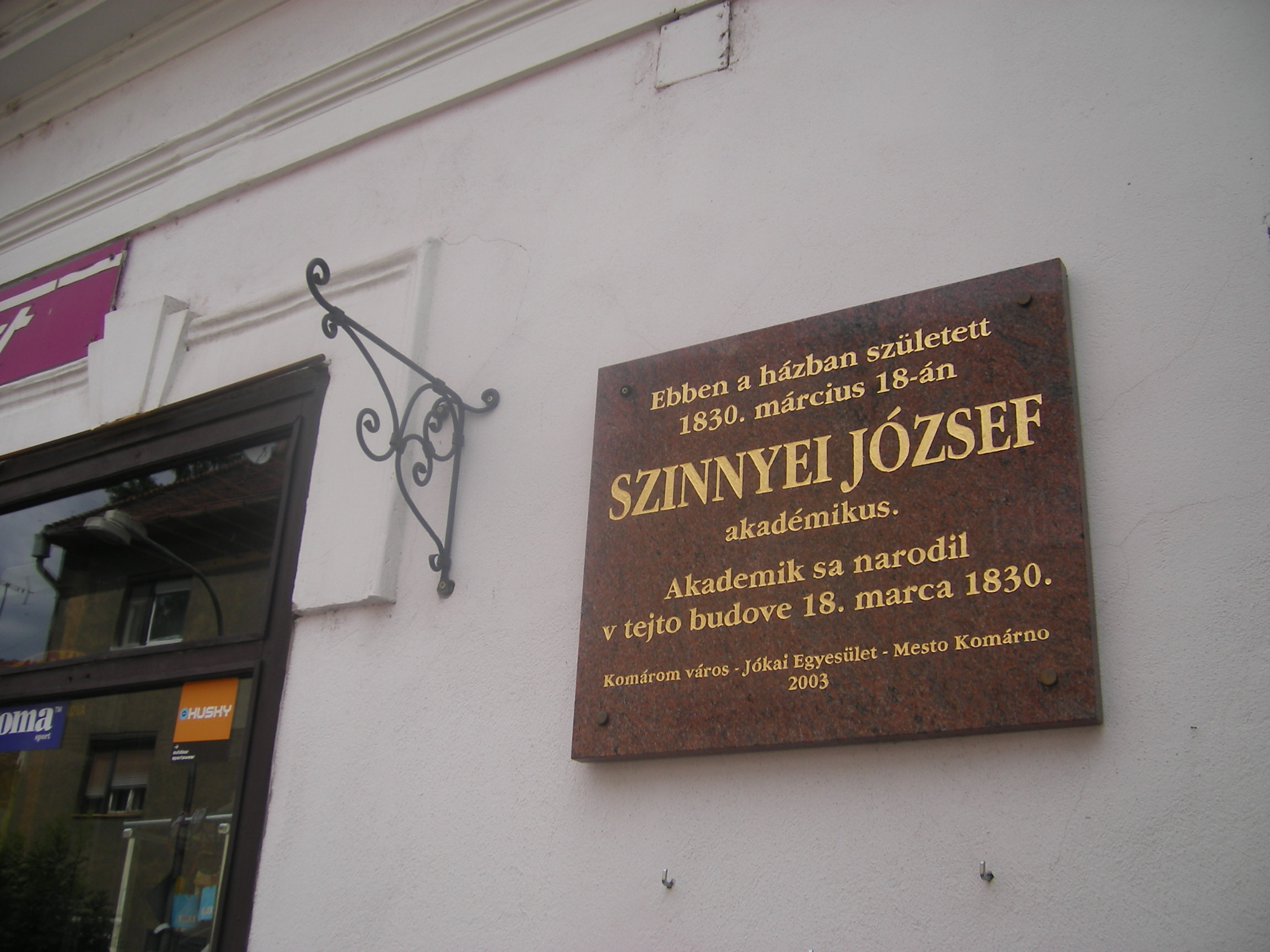
Emléktábla Szinnyei József szülőházán, a komáromi Ferencesek utcájában

1992-ben megalapították a róla elnevezett Szinnyei József-díjat. Ez azoknak a könyvtárosoknak adományozható, akik hosszabb időn át kiemelkedő teljesítményt nyújtottak, és tevékenységükkel, kezdeményezéseikkel szakterületek fejlődését segítik elő. A kitüntetett adományozást igazoló okiratot és érmet kap. Az érem kerek alakú, bronzból készült, átmérője 80, vastagsága 8 milliméter. Az érem Szilágyi Bernadett szobrászművész alkotása, egyoldalas, Szinnyei József domború arcképét ábrázolja, és SZINNYEI JÓZSEF-DÍJ felirattal van ellátva.
Nevét viseli a révkomáromi járási könyvtár, de utcát is elneveztek róla szülővárosában.

## Könyvei
- Hazai és Külföldi folyóiratok magyar tudományos repertóriuma. Kiadja a m. tudom. Akadémia. Első osztály. Történelem és segédtudományai I. kötet. Hazai folyóiratok, évkönyvek, naptárak és iskolai értesítvények repertóriuma. 1778–1873. II. kötet. Hírlapok 1731–1880. Második osztály. Természettudomány és mathematica I. kötet. Hazai szaklapok, folyóiratok, évkönyvek, naptárak és iskolai értesítvények repertóriuma 1778–1874. Budapest, 1874., 1876., 1885. (Előszókkal)
- A budapesti királyi magyar tudomány-egyetem könyvtárának czímjegyzéke. I. Kézikönyvtár 9381. kötet. Budapest, 1876.
- Hírlapirodalmunk 1848-49-ben. Budapest, 1877. (Különnyomat a Magyar Könyvszemléből)
- Egy «Magyar irók névtárá»-nak terve. Budapest, 1877. (Különnyomat a Magyar Könyvszemléből)
- A budapesti kir. m. tudomány-egyetem könyvtárának Czímjegyzéke. II. 1877. gyarapodás. Budapest, 1878. (Jelentés a budapesti tudomány-egyetem könyvtárának rendezéséről és forgalmáról 1877-ben).
- Bibliotheca Hungarica Historiae Naturalis et Matheseos. Magyarország természettudományi és mathematikai könyvészete 1472–1875. (Száz aranynyal jutalmazott pályamű). Kiadja a Királyi Magyar Természettudományi Társulat. Budapest, 1878. (Ifjabb Szinnyei Józseffel)
- Két verses krónika a XVII. századból. Budapest, 1879. (Különnyomat a Történelmi Tárból)
- A komáromi magyar színészet története 1811–1835. Komárom, 1881–1884. (Különnyomat a Komáromi Lapokból)
- Hírlapirodalmunk és hírlapkönyvtár. Budapest, 1884. (Különnyomat a Nemzetből 130. sz.)
- Még egyszer hírlapirodalmunkról. Budapest, 1884. (Különnyomat a Nemzetből 175. sz.)
- A jó Gisztl bácsi. (Naplójegyzetek) Komárom, 1884. (Különnyomat a Komáromi Lapokból)
- Egy polgártemetés 1835-ben. (Naplójegyzetek) Komárom, 1886. (Különnyomat a Komáromi Lapokból)
- A magyar hírlapirodalom 1886-ban. Budapest, 1886. (Különnyomat a Vasárnapi Ujságból)
- Könyvtári emlékek. Budapest, 1887. (Különnyomat a Fővárosi Lapokból 94., 95. sz.)
- Fazekas Mihály és Ludas Matyija. Budapest, 1888. (Különnyomat a Fővárosi Lapokból 30. sz.)
- Irodalmi viszonyaink, 1845. és 1888-ban. Budapest, 1888. (Különnyomat a Nemzetből)
- Komárom 1848–49-ben. (Naplójegyzetek). Budapest, 1887. Klapka arcképével, a komáromi parancsnokok névaláírásával 1848–1849-ből és Komárom hadi térképével 1849-ben. (Különnyomat a Hazánkból, részletes tartalom- és névmutatóval).
- Kossuth legújabb levele. Fogságában írt leveleiről. Budapest, 1888. (Különnyomat a Budapesti Hírlapból 214. sz. magyarázó bevezetéssel).
- Magyar Nemzetségi Zsebkönyv. Főrangú családok. Kiadja a Magyar Heraldikai és Genealogiai Társaság. Budapest, 1888. (Fejérpataky Lászlóval. A genealogiai részt írta Szinnyei)
- Timár-ház. (Naplójegyzetek) 1835–1848. Komárom, 1889–1907. (Különnyomat a Komáromi Lapokból).
- Magyar írók élete és munkái. A Magyar Tudományos Akadémia megbízásából írta Szinnyei József. Budapest, 1890–1909. XIII kötet 1-115. füzet (Aachs-Szinnyei).
- Báró Jósika Miklós a magyar irodalomban. Budapest, 1894. Két arczk., szülőháza, lakása és sírja rajzával. (A Kisfaludy-Társaság Jósika ünnepélye 1894. máj. 5.)
- Magyar hírlapirodalom. Budapest, 1895–1904. (a Magyar Könyvszemlének évi melléklete)
- Jókai Mór. Budapest, 1898. Jókai arcképével és levele hasonmásával.
- Az első magyar bibliographus (Sándor István). Budapest, 1901. (Akadémiai székfoglaló értekezés. Értekezések a nyelv- és széptudományok köréből XVII. 10.)
- Petőfi. Budapest, 1905. (Különnyomat a Magyar Írókból)
- Pór Antal. Budapest, 1905. (Különnyomat a Magyar Írókból)
- A Pongrácz-család írói. Budapest, 1905. (Különnyomat a Magyar Írókból)
- Irók a Radvánszky-családban. Budapest, 1906.
- A Rákosi-család írói. Budapest, 1906. (Különnyomat a Magyar Írókból)
- Szemerjai Szász család írói. Budapest, 1909. (Különnyomat a Magyar Írókból)
- Bach-korszak 1849–1851. (Naplójegyzetek). Komárom, 1908–1809. (Különnyomat a Komáromi Lapokból).

### Kéziratai
Napló 1848. október 18-tól 1909-ig, hatvanegy 8 rétű kötet; saját levélmásolatok 1842-től 1909-ig 10 589 levél; ezekhez mások levelei, válaszok, körülbelül ugyanannyi; a Komárom város történetére vonatkozó jegyzetek tíz kötet és egyéb jegyzetek 50 kötet vagy füzet.